# Catherine Sauvage
Catherine Sauvage, nome d'arte di  Marcelle Jeanine Saunier (Nancy, 26 maggio 1929 – Bry-sur-Marne (Val-de-Marne), 19 marzo 1998), è stata una cantante e attrice francese.
Iniziò la sua carriera dopo una battaglia con il cancro. Visse con Pierre Brasseur a Parigi e  si sposò nel 1997.
Catherine Sauvage, dopo otto anni di pianoforte, canto e recitazione, Léo Ferré, che comprende tra l'altro Canaille Parigi e delle sementi di ananar. Nel 1954,  vinse il Premier Prix du Disque per la canzone L'uomo di Ferré. Il tour in Canada, incontra Gilles Vigneault dare il mio paese, Il Corvo, la Manikoutai.
Georges Brassens disse: "Lei non canta,  morde", e anzi la sua banter, il suo tono sempre costretto il suo talento per l'interpretazione di un grande interprete della canzone francese.
Cantò e popolarizzarò Léo Ferré, Prévert, Gainsbourg, Bertolt Brecht. Ricevette il Prix de l'Académie du Disque Charles Cros.
Conosciuta all'estero come una grande cantante francese, trionfò nelle scene di Beirut, Città del Messico, Tokyo.
Nel 1992  registrò un album in omaggio a Jacques Prévert. La sua ultima tappa fu l'aspetto per il Francofolies de La Rochelle, nel luglio 1994.
Inoltre svolse il teatro lo scambio di Paul Claudel, Il caucasica Chalk Circle di Bertolt Brecht, Friedrich V del Frank Dürrenmatt3.
Catherine Sauvage amata in radio. Lei fu una cantante e produttrice di Radio Ginevra nel 1947.

## Filmografia
- 1983: La Fiancée qui venait du froid
- 1988: Le Miroir aux alouettes

## Teatro
- 1962: Frank V de Friedrich Dürrenmatt, mise en scène Claude Régy et André Barsacq, Théâtre de l'Atelier
- 1963: Divines Paroles d'après Ramón María del Valle-Inclán, mise en scène Roger Blin, Théâtre de l'Odéon